# Epulaega monilis
Epulaega monilis är en kräftdjursart som först beskrevs av Barnard 1914.  Epulaega monilis ingår i släktet Epulaega och familjen Aegidae. Inga underarter finns listade i Catalogue of Life.